# Rahel Wichert
Rahel Wichert (* 1996) ist eine Schweizer Unihockeyspielerin, die beim Nationalliga-A-Verein Floorball Riders Dürnten-Bubikon-Rüti unter Vertrag steht.

## Karriere
Wichert debütierte 2019 in der Nationalliga B für die Floorball Riders Dürnten-Bubikon-Rüti. 2020 stieg sie mit den Floorball Riders in die Nationalliga A auf.